# Erich Wocke

Erich Wocke im Alpinum des Botanischen Gartens Berlin, ca. 1893

Erich Wocke (* 1863 in Breslau; † 1941 in Oliva bei Danzig) war ein schlesischer, deutscher Gärtner und Spezialist für Alpenpflanzen. Sein offizielles botanisches Autorenkürzel lautet „Wocke“.

## Leben und Wirken
Wocke hatte bedeutenden Anteil an der Verbreitung von Steingärten in Deutschland. Er arbeitete 1886 bis 1893 unter Adolf Engler in Berlin, wo er das Alpinum des neuen, 1903 eröffneten Botanischen Gartens Berlin anlegte. Von 1894 bis 1898 war er Leiter des Alpenversuchsgartens in Zürich; 1899 bis 1929 war er am Schlosspark in Oliva, wo er einen Staatlichen Alpenpflanzengarten anlegte und zuletzt den Titel Gartendirektor trug.

## Werke
- Die Alpenpflanzen in der Kultur der Tiefländer. 1898.
- Die Kulturpraxis der Alpenpflanzen. 2. Auflage. 1928.